# 工藤正 (青森市長)
工藤 正（くどう ただし、1923年12月17日 - 1989年3月22日）は、日本の政治家。元青森市長（3期、当選は4回）。

## 来歴
青森県青森市出身。1948年、中央大学法学部卒業。同年、青森県庁に入庁し、2年後の1950年総理府に転じ、事務官となった。その後1961年に栃木県庁に勤務。1965年に自治省に出向した。翌1966年、青森県庁に復帰し、税務課長、総務部次長などを歴任し、1972年八戸市助役に就任し1975年まで務めた。退任後は保護司となった。
1975年、青森市長選挙に立候補するも落選。
1979年、青森市長選挙に再挑戦し初当選した。
1983年、再選。1984年、青森総合流通団地詐欺事件にからみ、助役が受託収賄容疑で逮捕される。その責任をとり同年10月12日に辞職。11月19日に行われた出直し選挙で当選。
1987年、当選。3期目途中の1989年3月22日に死去した。